# Juri Iljitsch Skuratow

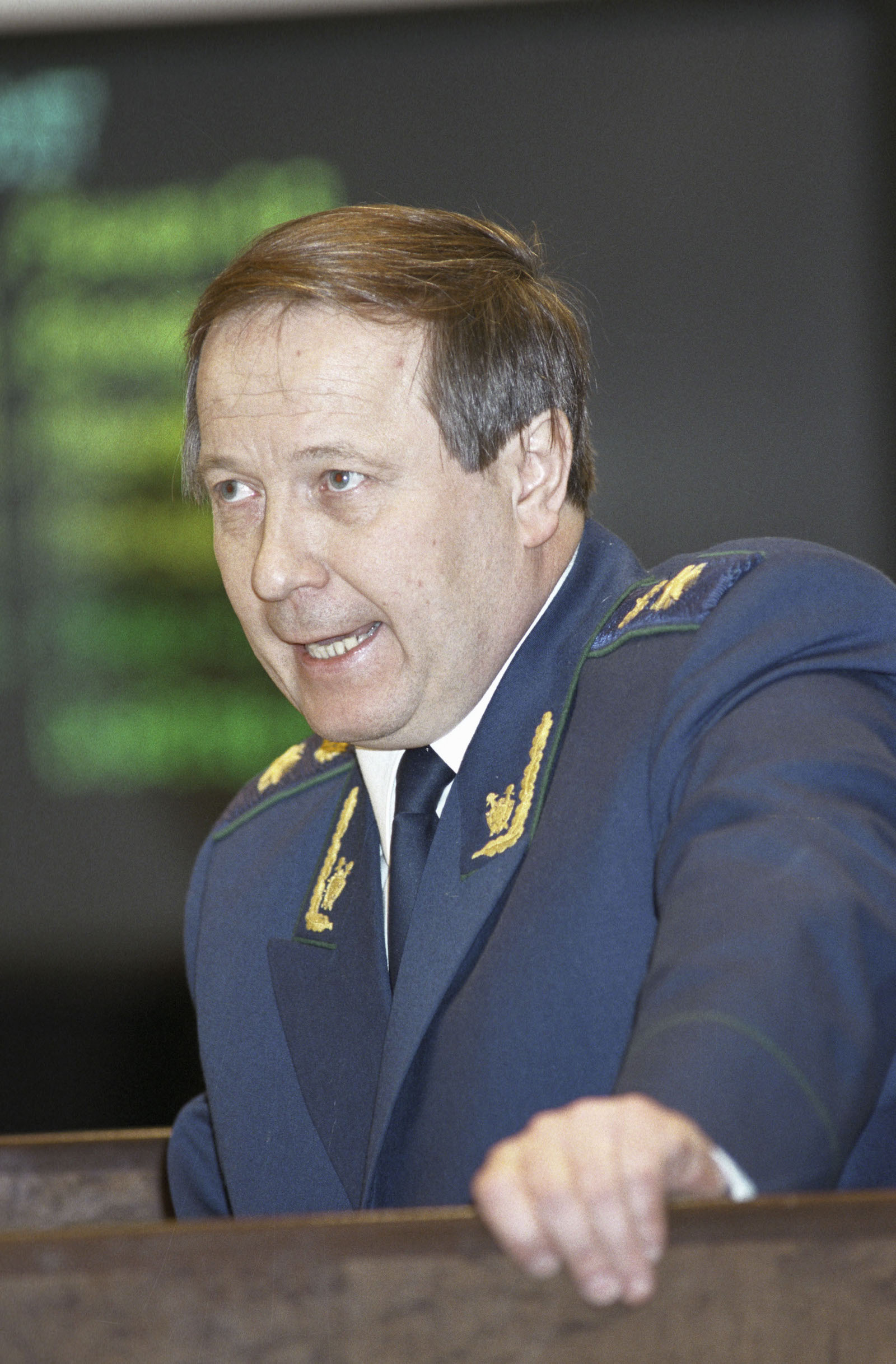
Juri Skuratow 1997

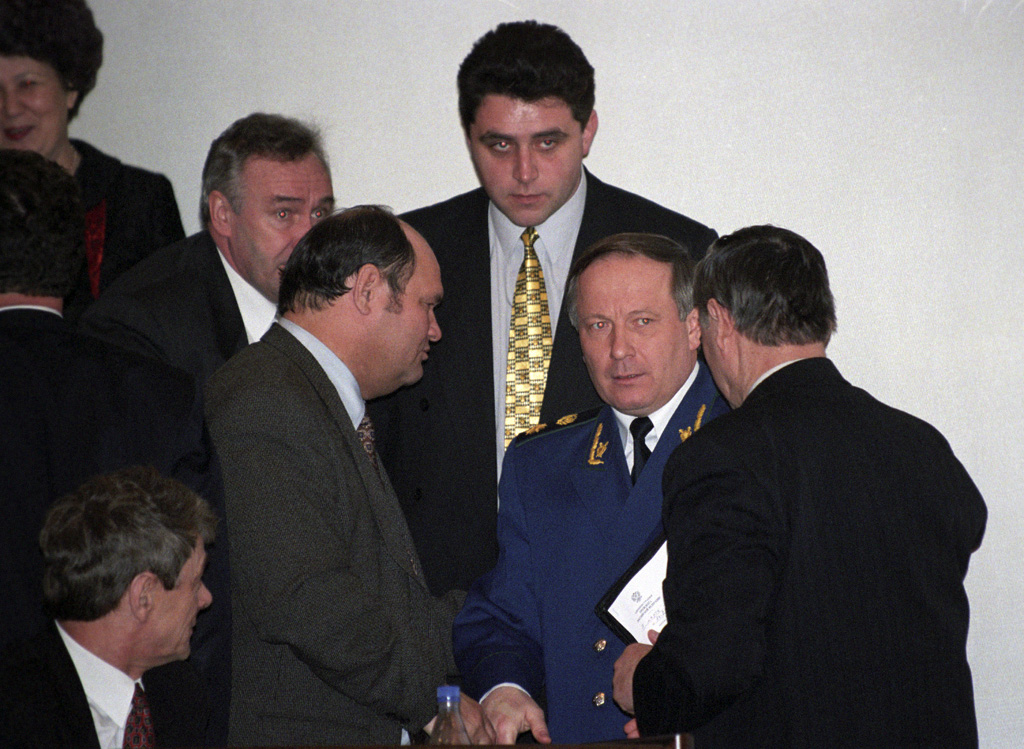
Juri Skuratow (2. v. r.) im Föderationsrat, März 1999

Juri Iljitsch Skuratow (russisch Юрий Ильич Скуратов; * 3. Juli 1952 in Ulan-Ude) ist ein russischer Jurist, Politiker, Professor für Rechtswissenschaften und ehemaliger Generalstaatsanwalt der Russischen Föderation (von 1995 bis 1999). Er ist seit 2007 Präsident des Fonds für rechtliche Methoden des 21. Jahrhunderts.

## Lebenslauf

### Arbeit an Universität und als Berater des Innenministers
Skuratow beendete 1973 mit Auszeichnung sein Studium am Juristischen Institut der Stadt Swerdlowsk. Dort arbeitete er nach seiner Aspirantur als Dozent und wurde schließlich zum Dekan der Fakultät für Staatsanwaltschaft. Im Jahre 1987 verteidigte er seine Dissertation über konstitutionelle Probleme innerhalb des Verwaltungsrechts.
Im Jahr 1989 wurde er Leiter des Ausschusses für Gesetzesinitiativen und rechtlichen Fragen im Zentralkomitee der KPdSU. Von 1991 bis 1992 war er Berater des damaligen Innenministers Wiktor Barannikow (siehe Ministerrat der UdSSR 1991). Im Jahre 1993 wurde er zum Direktor des Wissenschaftlichen Instituts über Fragen der Rechtssicherheit innerhalb der Generalstaatsanwaltschaft (russisch НИИ проблем укрепления законности и правопорядка при Генеральной прокуратуре).

### Bundesanwaltschaft der Russischen Föderation
Von 1995 bis 1999 war Skuratow Generalstaatsanwalt der Russischen Föderation. Nachdem am 17. August 1998 die russische Spekulationsblase mit kurzfristigen Staatsanleihen (GKO-Bonds) zerplatzt waren, leitete Skuratow eine Untersuchung gegen 780 staatliche Beamte ein. Sie wurden verdächtigt, ihre Positionen missbraucht und durch Insider-Spekulation und Korruption die nationale Krise mitverantwortet zu haben. Unter den Verdächtigen befand sich unter anderem auch Anatoli Tschubais und die Töchter von Präsident Boris Jelzin.

#### Mabetex-Affäre
Seit April 1998 arbeitete Skuratow konkret mit der Schweizer Bundesanwaltschaft zusammen. Damals unterschrieb Bundesanwältin Carla Del Ponte in Moskau ein Memorandum über die Zusammenarbeit zwischen den schweizerischen und den russischen Justizbehörden. Grund waren Hinweise auf Milliarden von US-Dollars, die aus Russland auf Schweizer Konten geflossen seien und laut Del Ponte mit der Korruption von hohen russischen Funktionären zusammenhingen.
Am 22. Januar 1999 ließ die Schweizer Bundesanwaltschaft die Büros der Schweizer Firma Mabetex durchsuchen. Hierbei fand man Dokumente, die den Verdacht bekräftigten, dass die Firma für Bauaufträge des russischen Staates Schmiergelder bezahlt hatte. Unter den beschlagnahmten Dokumenten befanden sich Kreditkarten-Belege, die auf Boris Jelzin und seine Töchter Jelena und Tatjana lauteten, sowie Unterlagen eines Kontos der Banca del Gottardo, für das der Kreml-Verwalter Pawel Borodin die Unterschriftsberechtigung hatte und von dem aus angeblich eine Million Dollar auf ein Konto Jelzins in Budapest überwiesen worden war. Diese Einzelheiten wurden jedoch erst im August 1999 durch einen Bericht der Mailänder Zeitung Corriere della Sera bekanntgemacht. Kurz nach der Hausdurchsuchung geriet die Mabetex in finanzielle Schwierigkeiten; die Firma ersuchte um Nachlassstundung, die vom Gericht abgelehnt wurde.

#### Probleme mit Jelzin und Video-Affäre
Im Januar 1999 rief Boris Jelzins Stabschef Skuratow zu sich und zeigte ihm ein Video, auf dem ein Mann, der Skuratow ähnelte, auf einem Bett mit zwei Prostituierten zu sehen ist. Skuratow wurde zum Rücktritt aufgefordert, obwohl er zu dem Zeitpunkt gegen die Jelzin-Regierung wegen Annahme ausländischer Schmiergelder ermittelte. Die Videoaufnahme war unscharf und Skuratow bezeichnete sie als Fälschung. Die Identität des Mannes auf dem Film wurde nie gerichtlich festgestellt. Dennoch kündigte Skuratow am 1. Februar 1999 seinen Rücktritt an. Er begründete dies mit „gesundheitlichen Gründen“. Der Föderationsrat, der laut russischer Verfassung über solche Amtsverzichte abstimmen muss, wies seinen Amtsverzicht allerdings ab mit der Anweisung, er solle zunächst vor dem Rat aussagen.
Am Tag vor Skuratows Erscheinen vor dem Föderationsrat zeigte der Sender Rossija 1 (damals noch unter dem Namen RTR) die Videoaufnahme in seinem Abendprogramm. Dennoch sprach sich der Föderationsrat in einer Abstimmung weiterhin für Skuratows Verbleib als Generalstaatsanwalt aus, woraufhin dieser zu seiner Arbeit zurückkehrte. Boris Jelzin legte Einspruch gegen diese Entscheidung ein, doch ohne die Zustimmung des Föderationsrates war es Jelzin nicht erlaubt, den Generalstaatsanwalt zu entlassen. Die Videoaufnahme wurde daraufhin wieder im russischen Staatsfernsehen gezeigt. Direkten Aufforderungen Jelzins, seinen Platz zu räumen, ging Skuratow nicht nach. Das Video sei ein Erpressungsversuch, um ihn bei der Untersuchung von Korruptionsvorwürfen zu hindern, so Skuratow.
Nach Angaben der russischen Internetzeitung Kasparov.ru sei das Video von einer Person an den Sender Rossija 1 übergeben worden, die dem damaligen FSB-Chef Wladimir Putin ähnelte. Putin sagte kurze Zeit später in einem Fernsehinterview, dass das Video „authentisch“ und damit in der Tat Generalstaatsanwalt Skuratow auf dem Video zu sehen sei.
Am 2. April suspendierte Jelzin Skuratow mit der Begründung, dass dieser im Verdacht stehe, sich Dienste von Prostituierten von Personen bezahlt haben zu lassen, gegen die Strafverfahren liefen. Skuratow warf Jelzin daraufhin Verfassungsbruch vor. Der Föderationsrat stimmte am 21. April abermals gegen eine Entlassung Skuratows. Er blieb dieses Mal allerdings suspendiert. Nachdem Jelzin am 13. Oktober ein weiteres Mal keine Zustimmung vom Föderationsrat bekam, wurde der Fall dem russischen Verfassungsgericht übergeben. Das Gericht entschied am 1. Dezember 1999, dass Jelzin zwar den Generalstaatsanwalt aufgrund der vorliegenden Beschuldigungen suspendieren dürfe; allerdings dürfe Jelzin nicht die Entscheidung des Föderationsrates übergehen. Am 19. April 2000 folgte der Föderationsrat einem Vorschlag des mittlerweile neuen Präsidenten Wladimir Putin, den beurlaubten Generalstaatsanwalt Skuratow endgültig zu entlassen.
Skuratow trat bei den Präsidentschaftswahlen im Jahr 2000 an und landete mit 0,43 Prozent der Stimmen auf einem der letzten Plätze.